# Trzeci rząd Josefa Korčáka
Trzeci rząd Josefa Korčáka – rząd Czeskiej Republiki Socjalistycznej pod kierownictwem Josefa Korčáka, powołany i zaprzysiężony 4 listopada 1976, składający się z przedstawicieli Komunistycznej Partii Czechosłowacji. Urzędował do 18 czerwca 1981.

## Skład rządu[1]
| Stanowisko                               | Minister          | Ugrupowanie | Okres urzędowania                       |
| ---------------------------------------- | ----------------- | ----------- | --------------------------------------- |
| Premier                                  | Josef Korčák      | KSČ         | od 4 listopada 1976                     |
| Wicepremier                              | Ladislav Adamec   | KSČ         | od 4 listopada 1976                     |
| Wicepremier                              | Štěpán Horník     | KSČ         | od 4 listopada 1976                     |
| Wicepremier                              | Stanislav Rázl    | KSČ         | od 4 listopada 1976                     |
| Minister finansów                        | Jaroslav Tlapák   | KSČ         | od 4 listopada 1976                     |
| Minister spraw wewnętrznych              | Josef Jung        | KSČ         | od 4 listopada 1976                     |
| Minister przemysłu                       | Oldřich Svačina   | KSČ         | 4 listopada 1976 - 19 maja 1978         |
| Minister przemysłu                       | Bohumil Urban     | KSČ         | 19 maja 1978 - 18 czerwca 1981          |
| Minister handlu                          | Antonín Jakubík   | KSČ         | od 4 listopada 1976                     |
| Minister sprawiedliwości                 | Jan Němec         | KSČ         | od 4 listopada 1976                     |
| Minister pracy i spraw socjalnych        | Emilian Hamerník  | KSČ         | od 4 listopada 1976                     |
| Minister rolnictwa i żywności            | Miroslav Petřík   | KSČ         | od 4 listopada 1976                     |
| Minister zdrowia                         | Jaroslav Prokopec | KSČ         | od 4 listopada 1976                     |
| Minister szkolnictwa                     | Milan Vondruška   | KSČ         | od 4 listopada 1976                     |
| Minister leśnictwa i gospodarki wodnej   | Ladislav Hruzík   | KSČ         | od 4 listopada 1976                     |
| Minister kultury                         | Milan Klusák      | KSČ         | od 4 listopada 1976                     |
| Minister przemysłu budowlanego           | František Šrámek  | KSČ         | od 4 listopada 1976                     |
| Minister budownictwa i techniki          | Karel Polák       | KSČ         | od 4 listopada 1976                     |
| Minister bez teki                        | Rostislav Petera  | KSČ         | 4 listopada 1976 - 13 października 1980 |
| Minister bez teki                        | František Toman   | KSČ         | 13 października 1980 - 18 czerwca 1981  |
| Minister bez teki                        | Karel Löbl        | KSČ         | od 4 listopada 1976                     |
| Przewodniczący Komitetu Ludowej Kontroli | Vlastimil Svoboda | KSČ         | od 4 listopada 1976                     |
| Przewodniczący Komisji Planowania Czech  | Stanislav Rázl    | KSČ         | od 4 listopada 1976                     |